# Eysenhardtia schizocalyx
Eysenhardtia schizocalyx är en ärtväxtart som beskrevs av Francis Whittier Pennell. Eysenhardtia schizocalyx ingår i släktet Eysenhardtia och familjen ärtväxter. Inga underarter finns listade i Catalogue of Life.